# Sanoussy Ba
Sanoussy Ba (Hof, 2004. január 5. –) német születésű szenegáli származású labdarúgó, az Eintracht Braunschweig játékosa.

## Pályafutása

### RB Leipzig
2016-ban igazolt az RB Leipzig akadémiájára a szülővárosából. Tagja volt az U17 és az U19-es korosztályos csapatoknak, utóbbival két mérkőzésen pályára lépett az UEFA Ifjúsági Liga-ban. A felnőttcsapatba a 2022/23-as idény előtti felkészülési mérkőzéseken Domenico Tedesco játszatta, majd regisztrálták a csapatba. Július 30-án nevezték tétmérkőzésre a DFL-Szuperkupába a Bayern München ellen. Az első hivatalos mérkőzését augusztus 30-án játszotta az FC Teutonia 05 Ottensen ellen a DFB-Pokalban. 2023. július 1-jén kölcsönbe került az osztrák LASK Linz csapatához. 2024. július 1-jén hároméves szerződést írt az Eintracht Braunschweig csapatával.

## Statisztika
2025. május 20-i állapot szerint.
| Klub                      | Szezon   | Bajnokság          | Bajnokság | Bajnokság | Kupa  | Kupa  | Nemzetközi | Nemzetközi | Egyéb | Egyéb | Összes | Összes |
| Klub                      | Szezon   | Liga               | Mérk.     | Gólok     | Mérk. | Gólok | Mérk.      | Gólok      | Mérk. | Gólok | Mérk.  | Gólok  |
| ------------------------- | -------- | ------------------ | --------- | --------- | ----- | ----- | ---------- | ---------- | ----- | ----- | ------ | ------ |
| RB Leipzig                | 2022–23  | Bundesliga         | 1         | 0         | 2     | 0     | 0          | 0          | —     | —     | 3      | 0      |
| RB Leipzig                | Összesen | Összesen           | 1         | 0         | 2     | 0     | 0          | 0          | 0     | 0     | 3      | 0      |
| LASK Linz                 | 2023–24  | Osztrák Bundesliga | 11        | 0         | 2     | 1     | 0          | 3          | —     | —     | 16     | 1      |
| LASK Linz                 | Összesen | Összesen           | 11        | 0         | 2     | 1     | 0          | 3          | 0     | 0     | 16     | 1      |
| Eintracht Braunschweig II | 2024–25  | OL Niedersachsen   | 2         | 0         | —     | —     | —          | —          | —     | —     | 2      | 0      |
| Eintracht Braunschweig II | Összesen | Összesen           | 2         | 0         | 0     | 0     | 0          | 0          | 0     | 0     | 2      | 0      |
| Eintracht Braunschweig    | 2024–25  | Bundesliga 2       | 10        | 0         | 1     | 0     | 0          | 0          | —     | —     | 11     | 0      |
| Eintracht Braunschweig    | Összesen | Összesen           | 10        | 0         | 1     | 0     | 0          | 0          | 0     | 0     | 11     | 0      |
| Összesen                  | Összesen | Összesen           | 24        | 0         | 5     | 1     | 0          | 3          | 0     | 0     | 32     | 1      |

## Sikerei, díjai
- RB Leipzig
  - Német kupa: 2022–23[5]